# Svetolik Dragačevac
 (juin 2025).
La mise en forme du texte ne suit pas les recommandations de Wikipédia : il faut le « wikifier ».
Les points d'amélioration suivants sont les cas les plus fréquents. Le détail des points à revoir est peut-être précisé sur la page de discussion.
- Les titres sont pré-formatés par le logiciel. Ils ne sont ni en capitales, ni en gras.
- Le texte ne doit pas être écrit en capitales (les noms de famille non plus), ni en gras, ni en italique, ni en « petit »…
- Le gras n'est utilisé que pour surligner le titre de l'article dans l'introduction, une seule fois.
- L'italique est rarement utilisé : mots en langue étrangère, titres d'œuvres, noms de bateaux, etc.
- Les citations ne sont pas en italique mais en corps de texte normal. Elles sont entourées par des guillemets français : « et ».
- Les listes à puces sont à éviter, des paragraphes rédigés étant largement préférés. Les tableaux sont à réserver à la présentation de données structurées (résultats, etc.).
- Les appels de note de bas de page (petits chiffres en exposant, introduits par l'outil «  Source ») sont à placer entre la fin de phrase et le point final[comme ça].
- Les liens internes (vers d'autres articles de Wikipédia) sont à choisir avec parcimonie. Créez des liens vers des articles approfondissant le sujet. Les termes génériques sans rapport avec le sujet sont à éviter, ainsi que les répétitions de liens vers un même terme.
- Les liens externes sont à placer uniquement dans une section « Liens externes », à la fin de l'article. Ces liens sont à choisir avec parcimonie suivant les règles définies. Si un lien sert de source à l'article, son insertion dans le texte est à faire par les notes de bas de page.
- La présentation des références doit suivre les conventions bibliographiques. Il est recommandé d'utiliser les modèles {{Ouvrage}}, {{Chapitre}}, {{Article}}, {{Lien web}} et/ou {{Bibliographie}}. Le mode d'édition visuel peut mettre en forme automatiquement les références.
- Insérer une infobox (cadre d'informations à droite) n'est pas obligatoire pour parachever la mise en page.

Pour une aide détaillée, merci de consulter Aide:Wikification.
Si vous pensez que ces points ont été résolus, vous pouvez retirer ce bandeau et améliorer la mise en forme d'un autre article.
 (juin 2025).
Svetolik Dragačevac (/svɛˈtɔlik draɡaˈtʃɛʋats/ en serbe en écriture cyrillique : Светолик Драгачевац) né le 15 avril 1883 à Požega (Royaume de Serbie) et mort le 9 juillet 1942 (Camp de concentration de Mauthausen) était un fonctionnaire serbe des forces de l'ordre Yougoslaves qui a envoyé une lettre dactylographiée défiante au dictateur allemand Adolf Hitler à la veille de l'invasion de la Yougoslavie par l'Axe fin mars 1941.
Vétéran de la Première Guerre mondiale, il fut chef de police dans plusieurs villes de la Yougoslavie de l'entre-deux-guerres. À sa retraite en 1933, il été affecté à la ville de Paraćin, en Serbie centrale. Le 25 mars 1941, dans un contexte de tensions extrêmes entre la Yougoslavie et les puissances de l'Axe, qui résulteront en l'invasion de la Yougoslavie par l'Axe, Dragačevac a écrit une lettre de menaces adressée à Hitler. Après l'invasion, l'occupation et la partition de la Yougoslavie par les pays de l'Axe, Dragačevac fut arrêté par la Gestapo et emmené à Belgrade, où il fut interrogé. Lors de son interrogatoire, Dragačevac a attribué la paternité de sa lettre à son zèle nationaliste serbe et à une consommation excessive d'alcool. Il fut ensuite emprisonné à Graz puis déporté au camp de concentration de Mauthausen, où il mourut d'une péritonite en juillet 1942.
La mémoire de Dragačevac tomba dans l'oubli après la guerre, et il resta ignoré pendant des décennies. La redécouverte de sa lettre de défi au début des années 2000 raviva l’intérêt du public pour son histoire. Plusieurs documentaires en langue serbe retraçant sa vie, les circonstances qui ont mené à son emprisonnement et à sa mort ont été diffusés, et une rue de Paraćin porte aujourd'hui son nom.

## Biographie

### Jeunesse
Svetolik Dragačevac naît le 15 avril 1883 à Požega, au cœur de la Serbie,. Il est le troisième enfant du marchand Maksim Dragačevac. Après avoir terminé l'école primaire, il travaille plusieurs années pour l'entreprise de son père, avant d’entrer à quinze ans comme apprenti dans la police locale. Ayant réussi les examens, il devient policier à plein temps. À la suite de l'annexion de la Macédoine par la Serbie à la suite des guerres balkaniques de 1912-1913, il est affecté à Skopje, où il reste jusqu'à l'évacuation de la ville en 1915, lors de l’invasion conjointe de la Serbie par l’Autriche-Hongrie, l’Allemagne et la Bulgarie pendant la Première Guerre mondiale. Refusant de se rendre aux puissances centrales, il se retire avec l'armée royale serbe vers l'île grecque de Corfou, traversant les montagnes d'Albanie en plein hiver dans des conditions extrêmement éprouvantes. À Corfou, il reçoit des papiers d'enrôlement, mais sa santé l'empêche de rejoindre l'armée royale serbe. Il est alors transféré en Corse, où il passe le reste de la guerre à se rétablir.
Après la guerre, Dragačevac retourne en Serbie et reprends sa carrière dans la police. Il occupe successivement le poste de chef de police dans plusieurs villes, notamment Orahovac, Vranje et Preševo. Lorsqu’il prend sa retraite en 1933, il est chef de la police de la ville de Paraćin, où il était en poste depuis 1930. De 1919 à 1935, Dragačevac est membre du Parti démocratique yougoslave, avant de rejoindre l'Union radicale yougoslave, alors au pouvoir. Celle-ci le nomme membre de son comité exécutif pour la région de Paraćin. Militant actif et fervent partisan de l’Union radicale, il se retire néanmoins de la vie politique en 1939.

### Seconde Guerre mondiale

#### Lettre à Adolf Hitler
Le 25 mars 1941, alors que le gouvernement yougoslave s’apprête à signer le pacte tripartite et à rejoindre les puissances de l’Axe, Dragačevac dactylographie une lettre de menace adressée au dictateur allemand Adolf Hitler. Ce geste, il l’accomplit bien qu’il soit tenu, en vertu de ses fonctions, de protéger la réputation de l’administration publique et de l’État.
La lettre disait ceci :
| Нит правде прекинут је. Зацарила обест и сила. Велики тлаче мале и у својој осионости не познају Бога; немају душу. Крвожедни Хитлер хита да ни једна њива на ово земаљској кугли не остане засејана јадом и чемером. Ни наша напаћена Отаџбина није поштеђена. Пружамо ти своју поштену руку али ти хоћеш и срце. У жељи да освајаш и тлачиш ти нам газиш оно што нам је кроз сва робовања и кроз векове било најсветије газиш нам слободу и част газиш нам понос. Теби Хитлере; кајинов сине ми деца великих отаца и дедова узвикујемо доста. Не слушаш ли наићићеш на бодре мишиће наше. Пролићемо ти крв и ногом ти аждајо стати на врат да се не дигнеш. Упамти да нас је можда Господ Бог одредио да код нас добијеш одмазду за сва недела. Упамти. | Le fil de la justice a été rompu. L’arrogance et la force brute règnent. Les puissants oppriment les faibles et, dans leur orgueil, ils n'ont idée du Seigneur Dieu ; ils n’ont pas d’âme. Le sanguinaire Hitler s’acharne à ce qu’aucun champ sur cette terre ne reste vierge de misère et de souffrance. Même notre mère-patrie tourmentée n’a pas été épargnée. Nous te tendons une main sincère, mais tu veux nos cœurs. Dans ta soif de conquête et d’oppression, tu piétines tout ce qui, à travers les siècles d’esclavage, nous est resté le plus sacré. Tu piétines notre liberté, notre honneur, notre fierté. À toi, Hitler, fils de Caïn, nous, les enfants de dignes pères et grands-pères, lançons ce cri : il suffit. Si tu ne nous entends pas, tu feras face à notre force. Nous ferons couler ton sang, et de notre pied, dragon, nous écraserons ton cou, pour que jamais tu ne te relèves. Souviens-toi : il se peut que notre Seigneur Dieu nous ait choisis pour te faire payer tous tes crimes. Souviens-toi. |  |

Dragačevac ne put envoyer sa lettre sous forme de télégramme, comme il l’avait initialement prévu, car le bureau de poste local refusa de transmettre un message aussi incendiaire, craignant des représailles en cas d’invasion allemande. Étant donné que la lettre fut rédigée avant l’invasion, l’occupation et le démembrement de la Yougoslavie par les forces de l’Axe, l’historien Krešimir Erdelja souligne que Dragačevac « ne pouvait pas pleinement mesurer le danger qu’il encourait ». Les historiens Tamara Ćirić-Danilović et Ljubomir Zečević ajoutent qu’il célébra pourtant l’envoi de sa lettre en musique, au son de chants patriotiques et de marches militaires.
Le 27 mars, en réaction à la signature du pacte tripartite, le gouvernement yougoslave est renversé lors d’un coup d’État sans effusion de sang, mené par un groupe d’officiers supérieurs nationalistes serbes, favorables aux Alliés. La lettre de Dragačevac parvient à Berlin le 1er avril, où elle est traduite en allemand.
Le 6 avril, en représailles directes au coup d’État, l’Allemagne et l’Italie envahissent la Yougoslavie, qu’elles occupent rapidement.
La Wehrmacht entre à Paraćin le 9 avril.

#### Arrestation, captivité et mort
La traduction allemande de la lettre de Dragačevac fut rapidement transmise depuis la Chancellerie du Führer au Sicherheitsdienst (SD), le service de renseignement du Parti nazi et de la Schutzstaffel (SS) Le 16 mai, le SD diffusa une note interne dénonçant Dragačevac pour avoir adressé « les insultes et accusations les plus brutales contre le Führer », et ordonna son arrestation. Dragačevac fut arrêté par la Gestapo le 9 juin 1941, plus de deux mois après avoir envoyé sa lettre. Il devient ainsi le premier habitant de Paraćin à être fait prisonnier par les Allemands. Après son arrestation, Dragačevac a été dénoncé par le chef de la communauté Volksdeutsche locale, Jozef Paulus, qui avait été nommé maire de Paraćin par les autorités d'occupation allemandes.
Dragačevac fut transféré à Belgrade et interrogé par la Gestapo, qui chercha à savoir s’il appartenait à une organisation antifasciste et s’il était l’unique auteur de la lettre. Il nia toute appartenance à un tel mouvement et affirma avoir rédigé la lettre seul. Dragačevac expliqua son geste par un excès de zèle nationaliste serbe, combiné à une consommation excessive d’alcool. À l’issue de l’interrogatoire, le SD et la Sicherheitspolizei (SiPO) recommandèrent sa déportation dans un camp de concentration du Troisième Reich.
Le 4 juillet 1941, Dragačevac fut transféré dans une prison à Graz, où il resta détenu pendant six mois. Le 23 janvier 1942, il fut envoyé au camp de concentration de Mauthausen, où il reçut le matricule 3 109. Il y mourut de péritonite le 9 juillet 1942. Son corps fut incinéré. Sa mort passa inaperçue, hormis un télégramme envoyé par l'administration du camp de Mauthausen aux bureaux du SD et de la SiPo à Belgrade, demandant que son épouse Jelena soit informée de son décès.

## Postérité
Dragačevac et son épouse n'ont pas eu d'enfants.
Après la Seconde Guerre mondiale, sa mémoire est tombée dans l’oubli, avant d’être ravivée dans les années 2000 avec la redécouverte de sa lettre de défi adressée à Hitler. Un documentaire en serbe retraçant sa vie et les circonstances ayant mené à son arrestation et à sa mort a été diffusé en 2013. Une rue de Paraćin porte aujourd’hui son nom. Sa lettre, ainsi que sa traduction en allemand, sont conservées aux Archives historiques de Belgrade.
En mars 2021, la Radio-télévision de Serbie a publié un documentaire intitulé Čovek koji je Hitleru rekao Ne (L’homme qui a dit non à Hitler).
Les chercheuses Nataša Milićević et Ljubinka Škodrić ont qualifié le cas de Dragačevac de :
« Peut-être le meilleur, et en même temps le plus insolite, exemple de l’attitude anti-allemande de certains fonctionnaires. »